# Heinrich Kalbfleisch
Heinrich Kalbfleisch (* 16. August 1891 in Gelnhausen, Hessen; † 18. Dezember 1948 in Dresden) war ein deutscher Mediziner mit den Arbeits- und Forschungsschwerpunkten Relationspathologie, Tuberkulose, Allergie und Immunität sowie gerichtsmedizinische Probleme. Er war 1947 Professor an der Universität Rostock.

## Leben
Nach seinem 1911 in Hanau abgelegten Abitur nahm Kalbfleisch ein Studium der Medizin, welches er in München (1911/12), Marburg (1912–1914) und Kiel (1914) absolvierte, allerdings aufgrund des Einzugs zum Kriegsdienst unterbrechen musste. Sein Medizinstudium setzte Kalbfleisch, der sich vier Jahre lang in russischer Kriegsgefangenschaft befand, von 1918 bis 1920 in Gießen fort. Dort erhielt er 1920 auch seine Approbation und wurde mit einer wissenschaftlichen Arbeit zum Thema „Über die Gerinnung von Gallenblaseninhalt mittels der Duodenalsonde und die Verwertbarkeit dieses Verfahrens für die Diagnose der Erkrankungen der Gallenwege“ zum Dr. med. promoviert.
In der Folge war Heinrich Kalbfleisch 1920/21 als Assistent am Pathologischen Institut Gießen, zwischen 1922 und 1927 als Assistent am Pathologischen Institut Magdeburg sowie am Universitätsklinikum Düsseldorf beschäftigt. Es folgte ab 1928 eine Anstellung an der Universität Graz, sowie ebenda 1931 die Habilitation. 1934 wurde Kalbfleisch zum Prosektor an der Johann Wolfgang Goethe-Universität Frankfurt am Main und erhielt dort eine außerordentliche Professur.
Im Jahr 1938 wurde Kalbfleisch zum Prosektor am Stadtkrankenhaus Dresden-Johannstadt, wechselte aber bereits im folgenden Jahr an das Stadtkrankenhaus Dresden-Friedrichstadt und übernahm dort die Leitung der Prosektur. Zum April 1947 wurde er auf den Lehrstuhl für Pathologie der Universität Rostock berufen, folgte diesem Ruf auch, kehrte allerdings am 1. September 1947, vermutlich aus gesundheitlichen Gründen, bereits nach einem Semester wieder nach Dresden zurück. Während Kalbfleischs Abwesenheit leitete Paul Scheid die Prosektur des Krankenhauses Dresden-Friedrichstadt.
Heinrich Kalbfleisch musste sich im Dezember 1947 wegen eines Ulkus einer Magenresektion unterziehen. Die in der Folge einsetzende Niereninsuffizienz infolge fortgeschrittener sekundärer Amyloidose bei chronischer Lungentuberkulose war letztendlich dafür verantwortlich, dass der Mediziner am 18. Dezember 1948 an seiner letzten Wirkungsstätte Dresden verstarb.

## Mitgliedschaften
- 1941–1948: Mitherausgeber der Zeitschrift „Beiträge zur Entwicklung der Allgemeinen Pathologie“
- 1946: Vorsitzender der sowjetisch-deutschen Kommission zur Untersuchung des ehemaligen Kriegsgefangenenlagers Zeithain

## Schriften
- Kurz gefasste Anweisung für Studierende zur Sektion menschlicher Leichen., Rostock 1947.
- Allgemeine Relationspathologie. (herausgegeben von Paul Scheid), Dresden und Leipzig 1954.